# Tigrigra
Tigrigra (en àrab تيكريكرة, Tīgrīgra; en amazic ⴰⵢⵜ ⵉⵃⵢⴰ ⵓ ⵄⵍⵍⴰ) és una comuna rural de la província d'Ifrane, a la regió de Fes-Meknès, al Marroc. Segons el cens de 2014 tenia una població total de 11.031 persones.